# Hendrik Schaper
Hendrik Schaper (* 23. April 1951 in Osnabrück) ist ein deutscher Rock- und Fusionmusiker (Keyboard), der auch als Produzent tätig ist.

## Leben
Schaper wuchs in Osnabrück auf. Er begann eine Laufbahn mit den Gruppen Blues Ltd., Trikolon und Tetragon. Die erste Gruppe, mit der er überregional arbeitete, war 1974 bis 1975 die Gruppe „Out“. In dieser Band spielten der Klarinettist Theo Jörgensmann, Micki Meuser Bass (Musiker, Produzent von Ina Deter, Ideal, Die Ärzte) und Udo Dahmen Drums (Kraan, Eberhard Schoener,  Popakademie Baden-Württemberg). Anschließend startete er seine nationale Karriere mit Klaus Doldingers „Passport“, in der er von 1977 bis 1981 mitwirkte. Nach der Produktion eines eigenen Albums, „One or Zero“, mit Bertram Engel, drums, und Eddie McGrogan, vocals, das als Lost Album 2014 bei Sireena Records veröffentlicht wurde, arbeitete er mit Heinz-Rudolf Kunze von 1980 bis 1982 und von 1981 an mit Udo Lindenberg und seinem „Panikorchester“.
Für Udo Lindenberg komponierte er die Musik für fast 30 Songs, als alleiniger oder als Co-Autor, darunter Kleiner Junge, Sie brauchen keinen Führer und Goodbye Sailor. Als Produzent betreute er Udo Lindenbergs Alben Bunte Republik Deutschland und Ich will Dich haben sowie verschiedene andere spätere Songs.
2003 gründete er mit dem Gitarristen Günter Haas „Die Chillies“, eine Band, die so genannte Chill-Out-Musik live spielt, sowie 2005 das Projekt „Cinemascope“, ein für Gastmusiker offenes Ensemble, das in diesem Genre grenzüberschreitend arbeitet. Es wirken unterschiedliche Künstler wie die chinesische Sängerin Xiao Lu, der Klarinettist Theo Jörgensmann und der Sitar-Spieler Rohan Dasgupta mit.

## Diskographie (Auswahl)
- Schaper, Engel, McGrogan: One or Zero, 2014 (1981)

### Doldingers Passport
- Ataraxia WEA, AAD Datum: 27. Dezember 1984 (Erstveröffentlichung: 1977) CD, 5852949
- Garden of Eden WEA, AAD Datum: 21. Oktober 1988 (Erstveröffentlichung: 1978) CD, 5790889
- Lifelike WEA, AAD Datum: 1980
- Oceanliner WEA, AAD Datum: 20. April 1990 (Erstveröffentlichung: 1980) CD, 5393668
- Blue Tattoo WEA, AAD Datum: 23. Oktober 1987 (Erstveröffentlichung: 1981) CD, 5757121

### Heinz Rudolf Kunze
- Reine Nervensache CD WEA 244 141-2 LP WEA 58314 Veröffentlicht 29. Mai 1981
- Eine Form von Gewalt CD WEA 229144140-2 LP WEA 58440 Veröffentlicht 18. März 1982
- Der schwere Mut CD WEA 2292-40462-2 LP WEA 24.0058-1 MC WEA 24.0058-4 Veröffentlicht 27. Januar 1983

### Udo Lindenberg – Panikorchester
- Odyssee  1983 polydor
- Lindstärke 10 1983 polydor
- Götterhämmerung 1984 polydor
- Sündenknall 1985 polydor
- Radio Eriwahn 1985 polydor
- CasaNova 1988 polydor
- Bunte Republik Deutschland 1989 polydor
- Live in Leipzig 1990 polydor
- Ich will dich haben 1991 polydor
- Gustav 1991
- Panik Panther 1992
- Benjamin 1993 polydor
- Kosmos 1995 polydor
- Live '96 1997 polydor
- Der Exzessor 2000 Berlin Records
- Ich schwöre! – Das volle Programm 2001 Label: Bln (Sony)
- Atlantic Affairs 27. Mai 2002 Label: Hansa (BMG)
- Panikpräsident 6. Oktober 2003 BMG
- Stark wie zwei  2008  starwatch
- Stark wie Zwei Live 2008  starwatch
- Ich mach mein Ding – Die Show 2013  starwatch
- Stärker als die Zeit - 2016 dolcerita
- Stärker als die Zeit-LIVE - 2016 dolcerita

### Sonstige
- Trikolon: Cluster, 1969
- Tetragon: Nature, 1971
- Falckenstein: Feuerstuhl, 1980
- Average Businessmen: Average Businessmen, 1981
- Peter Schilling: 120 Grad, 1984
- Grüne Mauer, 1985 (mit Hans Hartz, Heinz Rudolf Kunze, Udo Lindenberg & Rolf Zuckowski; Verkäufe: + 15.000[1])
- Elephant: Just Tonight, 1985
- The Rattles: Painted Warrior, 1990
- Lukas Hilbert: Lukas, 1992
- Die Antwort: Hier, 1992
- Lukas Hilbert: Simsalabim, 1993
- Katja o.kay Coming Out, 1993
- Gunter Gabriel Straßenhund, 1994
- 25 Jahre Greenpeace: Taten Statt Warten, 1996
- Peter Holler & HCR: 39 Nächte, 1997
- German Tenors: Freunde für's Leben, 2000
- Tetragon: Stretch, 2000 (1971)
- Darrell Arnold & The Dead Buffalos: Everyday Stories, 2002
- Die Chillies: Flight, 2003
- Cinemascope: Oriental Traces, 2010
- Tetragon: Agape, 2012 (1973)